# Dániel Dósa
Dániel Dósa, född 19 januari 1996, är en ungersk fäktare som tävlar i florett.

## Karriär
Vid EM 2024 i Basel tog Dósa silver tillsammans med Andor Mihályi, Gergő Szemes och Gergely Tóth i lagtävlingen i florett efter en finalförlust mot Frankrike. Vid olympiska sommarspelen 2024 i Paris blev han utslagen i sextondelsfinalen i florett av egyptiske Abdelrahman Tolba.
Vid VM 2025 i Tbilisi tog Dósa brons tillsammans med Andor Mihályi, Gergő Szemes och Gergely Tóth i lagtävlingen i florett efter att ha besegrat Frankrike i bronsmatchen.